# Bataille de Saint-Privat
Guerre franco-allemande de 1870
Batailles
- Chronologie de la guerre franco-prussienne de 1870
- Sarrebruck (08-1870)
- Wissembourg (08-1870)
- Forbach-Spicheren (08-1870)
- Wœrth (08-1870)
- Bitche (08-1870)
- Phalsbourg (08-1870)
- Borny-Colombey (08-1870)
- Strasbourg (08-1870)
- Mars-la-Tour (08-1870)
- Toul (08-1870)
- Gravelotte (08-1870)
- Metz (08-1870)
- Nouart (08-1870)
- Beaumont (08-1870)
- Noisseville (08-1870)
- Sedan (08-1870)
- Montmédy (09-1870)
- Soissons (09-1870)
- Siège de Paris et chronologie du siège (09-1870)
- Nompatelize (10-1870)
- Bellevue (10-1870)
- Châtillon (10-1870
- Châteaudun (10-1870)
- Buzenval (10-1870)
- Bourget (10-1870)
- Dijon (10-1870)
- Belfort (11-1870)
- La Fère (11-1870)
- Langres (11-1870)
- Bouvet et Meteor (navale) (11-1870)
- Coulmiers (11-1870)
- Thionville (11-1870)
- Châtillon-sur-Seine (11-1870)
- Villers-Bretonneux (11-1870)
- Beaune-la-Rolande (11-1870)
- Champigny (11-1870)
- Orléans (12-1870)
- Loigny (12-1870)
- Châteauneuf (12-1870)
- Beaugency (12-1870)
- Longeau (12-1870)
- l’Hallue (12-1870)
- Siège de Péronne (1871)
- Bapaume (01-1871)
- Villersexel (01-1871)
- Le Mans (01-1871)
- Héricourt (01-1871)
- Saint-Quentin (01-1871)
- Buzenval (01-1871)

La bataille de Saint-Privat ou, plus rarement, bataille d'Amanvillers — appellations françaises — ou bataille de Gravelotte — appellation internationale — s'est déroulée le 18 août 1870 lors de la guerre franco-prussienne, à une dizaine de kilomètres à l'ouest de Metz.
Les historiens emploient généralement la double appellation : bataille de Gravelotte/Saint-Privat.

## Mars-la-Tour: une victoire sans lendemain
Le 16 août 1870, l'armée allemande occupe la route principale reliant Metz à Verdun, ville forte que souhaite rejoindre le maréchal Bazaine à la tête de l'armée du Rhin pour se rallier à l'armée du maréchal de Mac-Mahon.
La bataille de Mars-la-Tour débute alors. Malgré un répit des combats favorable aux Français, Bazaine refuse de lancer une contre-attaque générale qui aurait probablement engendré la défaite totale des IIIe et Xe corps prussiens. L'armée du Rhin est alors définitivement coupée du reste de l'armée française et se replie sur une position défensive à quelques kilomètres à l'ouest de Metz.
Deux jours plus tard, le 18 août, les armées vont s'affronter à nouveau lors de la bataille de Saint-Privat, les Prussiens voulant en finir avec l'armée du Rhin.

## Déroulement de la bataille

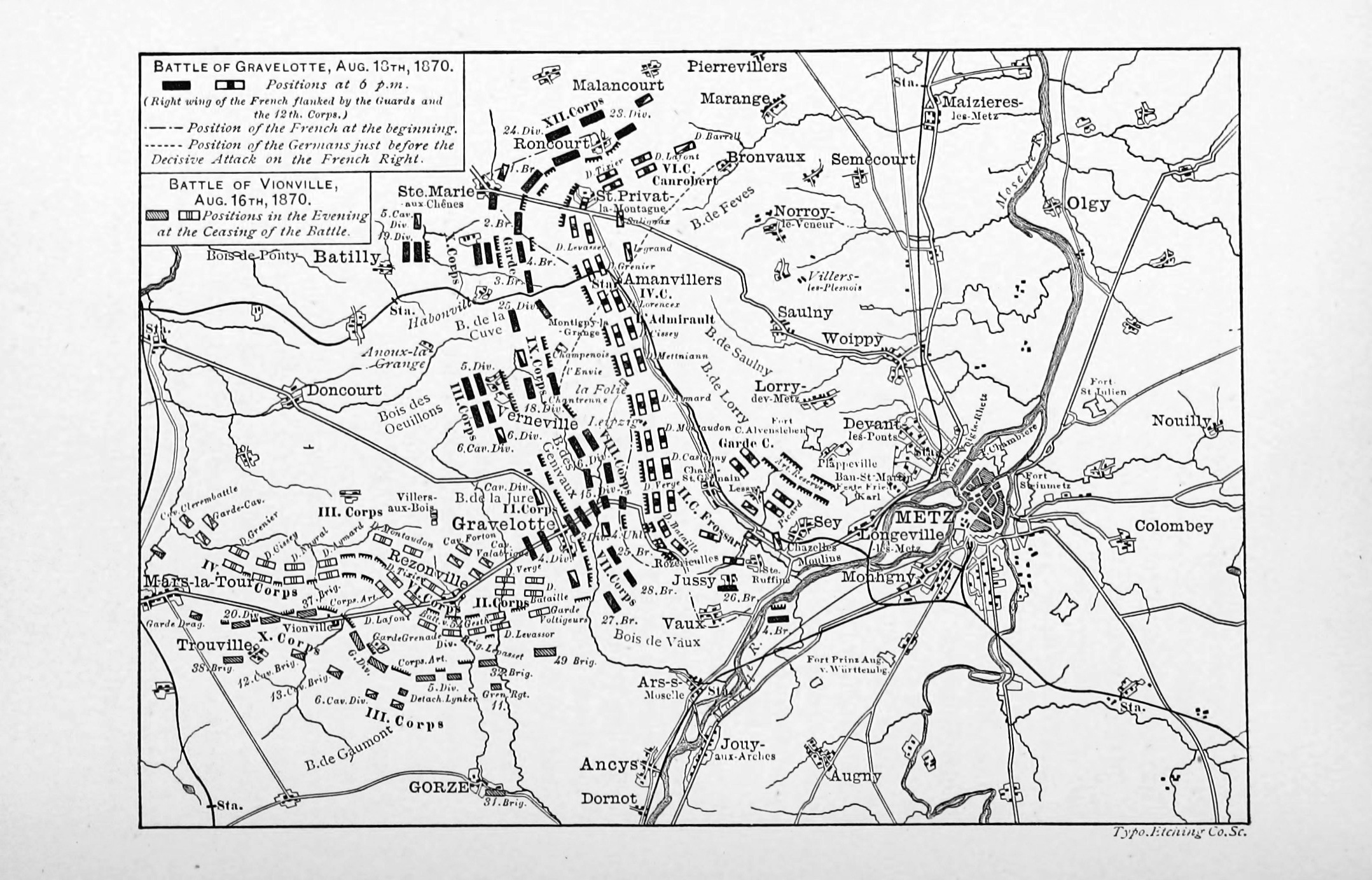
Carte de la bataille.

Le chef d'état-major prussien Helmuth von Moltke lance dans la bataille la Ire et la IIe armées, commandées respectivement par le général von Steinmetz et le prince Frédéric-Charles, neveu du roi de Prusse Guillaume Ier.
Les troupes françaises, sous les ordres de Bazaine, sont adossées aux forts de Saint-Quentin et de Plappeville, et s'étalent de Rozérieulles à Saint-Privat.
La bataille débute le 18 août 1870 à huit heures lorsque Moltke ordonne l'avancée de ses troupes en direction des positions françaises.
Vers midi, le général von Manstein ouvre la bataille devant le village d'Amanvillers avec l'artillerie de la 25e division d'infanterie. Mais le camp français s'est organisé durant la nuit en creusant des tranchées et des fosses afin de placer son artillerie et ses mitrailleuses et de masquer ses positions.
Ayant pris connaissance de l'avancée des troupes prussiennes, les Français lancent une contre-attaque massive. La bataille paraît tout d'abord tourner à l'avantage des Français, ceux-ci possédant de meilleurs fusils, les Chassepot. Cependant, l'artillerie prussienne est mieux équipée grâce à ses canons issus des usines Krupp, compagnie industrielle allemande du secteur de l'acier, spécialisée dans la fabrication d'armes.
À 14 h 30, le général Steinmetz, désobéissant aux ordres de Moltke, lance une attaque sur l'aile gauche avec la Ire armée. Par deux fois, il est repoussé par les tirs français, organisés et puissants. S'ensuit une importante contre-attaque française qui disperse les deux corps en présence : les VIIe et VIIIe corps. Mais Moltke réussit à éviter une percée française grâce à ses dernières troupes de réserves.
Vers 16 h 50, la IIe armée ouvre une attaque à Saint-Privat, village occupé par les hommes du maréchal français Canrobert. Les troupes prussiennes sont vivement repoussées, mais les positions françaises sont anéanties par l'artillerie allemande. Canrobert demande désespérément et à plusieurs reprises des renforts à Bazaine, mais ne les obtient pas. Ce dernier juge Saint-Privat comme une bataille mineure et refuse d'engager ses troupes de réserve, pourtant nombreuses.
À 20 heures, le XIIe corps allemand déborde sur l'aile droite. Le 6e corps français est contraint de se replier, suivi par le 4e corps, sous la protection de la Garde impériale arrivée en renfort et commandée par le général français Bourbaki. Celui-ci considère alors ce repli comme la défaite de son camp et refuse de lancer une contre-attaque.
Vers 22 heures, la nuit tombe et les combats cessent après des corps à corps sanglants à Saint-Privat. Les hommes se sont même battus dans le cimetière du village qui entourait l'église en flammes. Pendant toute la durée de la bataille, l'abbé Jean-Nicolas Bauzin, curé de saint Privat, a secouru les blessés des deux camps.
Le lendemain matin, Bazaine préfère ordonner à l'armée du Rhin de se replier dans Metz plutôt que de reprendre le combat.

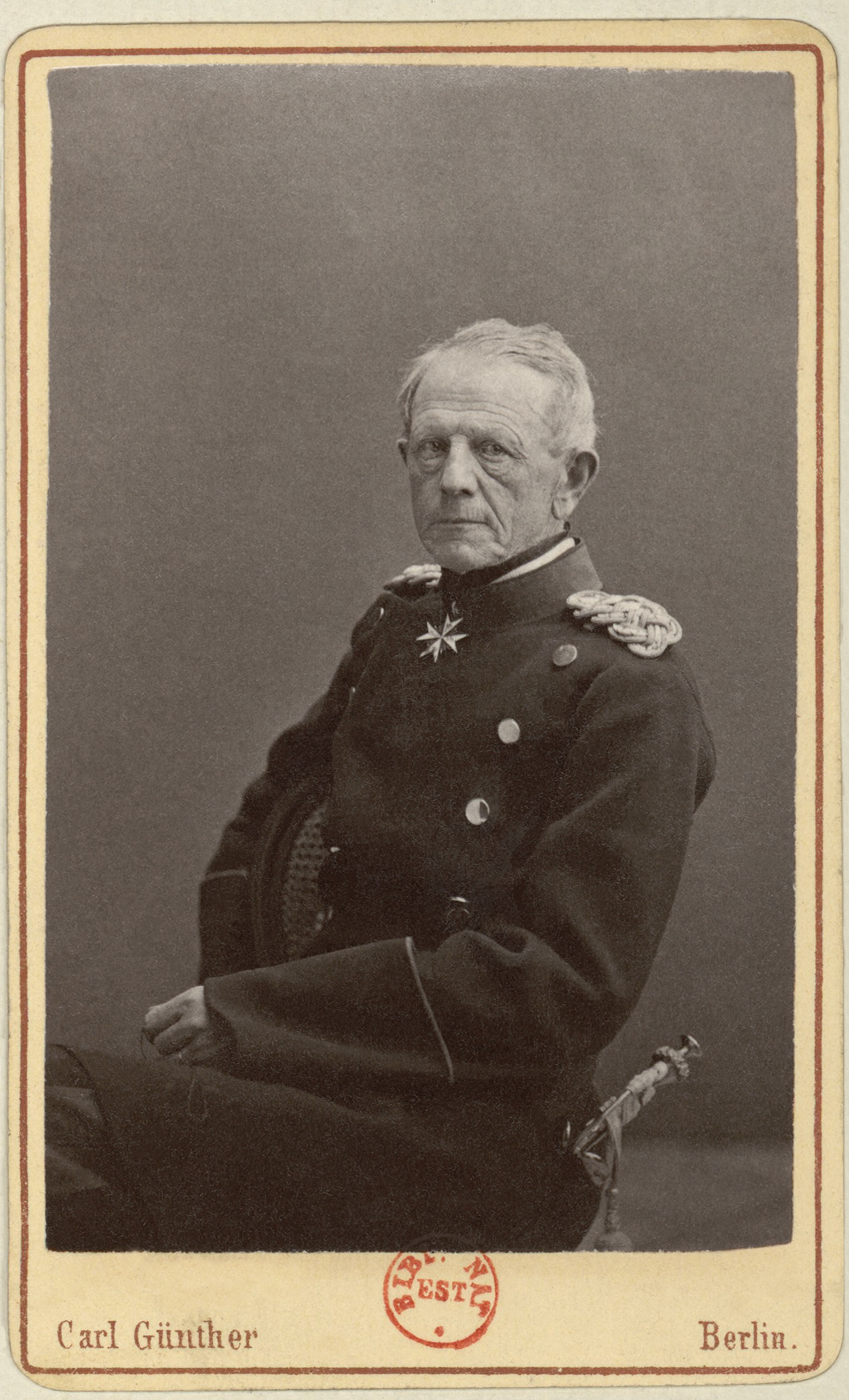
Général von Molke.
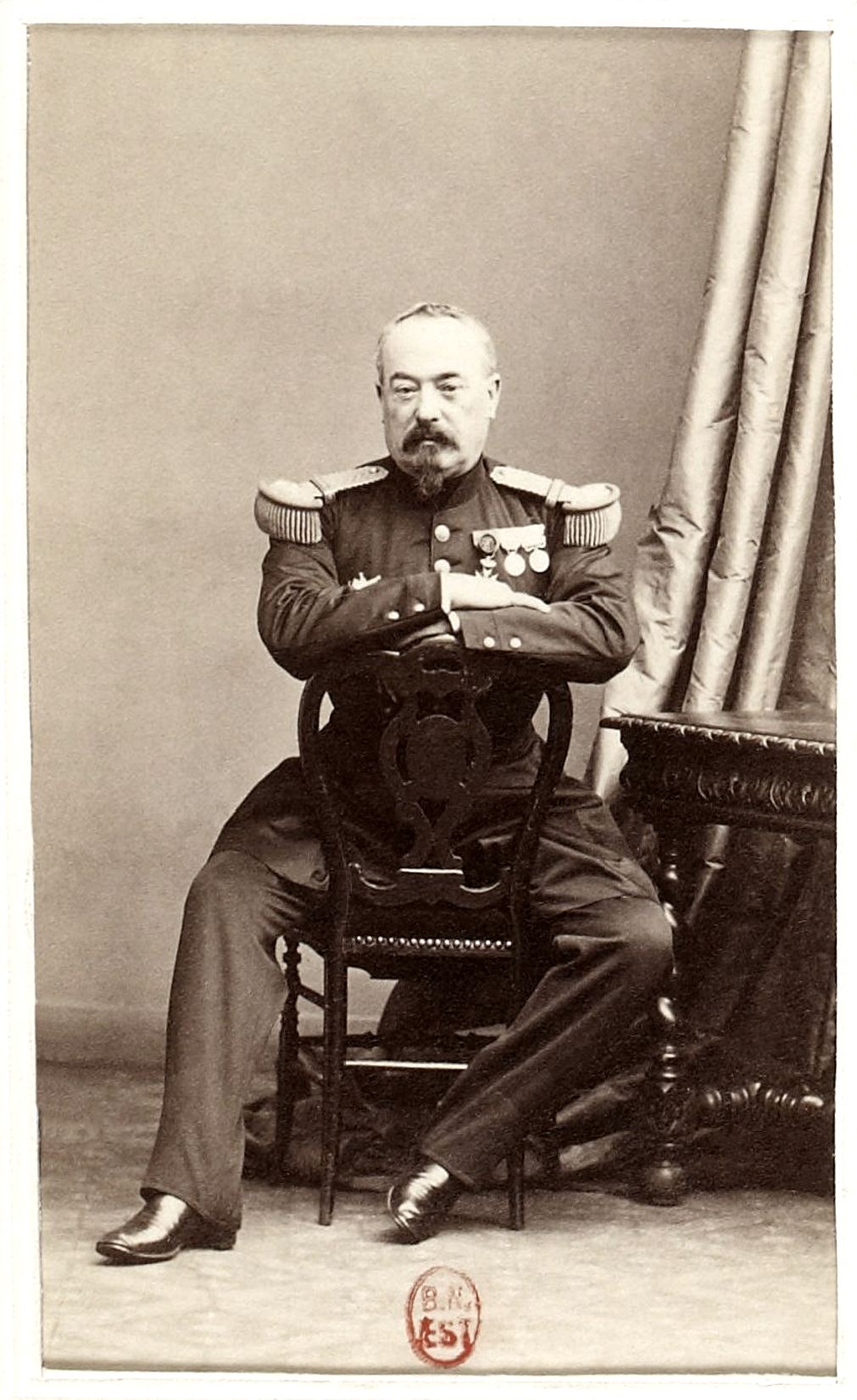
Maréchal Bazaine.

## Metz est encerclée
Une grande partie des forces françaises n'a pas été engagée dans la bataille, une grave erreur de la part de Bazaine qui prévoyait depuis plusieurs jours le repli sur Metz, considérant Saint-Privat comme une bataille mineure.
Ainsi les Allemands se sont retrouvés en supériorité numérique. Et grâce à une habileté tactique et malgré une résistance héroïque de certains corps français, ils sont parvenus à remporter la victoire.
Les Prussiens achèvent l'encerclement de Metz le 20 août en coupant le télégraphe et la voie ferrée Metz-Thionville. L'armée du Rhin est prise au piège dans Metz.

La garde du corps prussienne à Saint-Privat
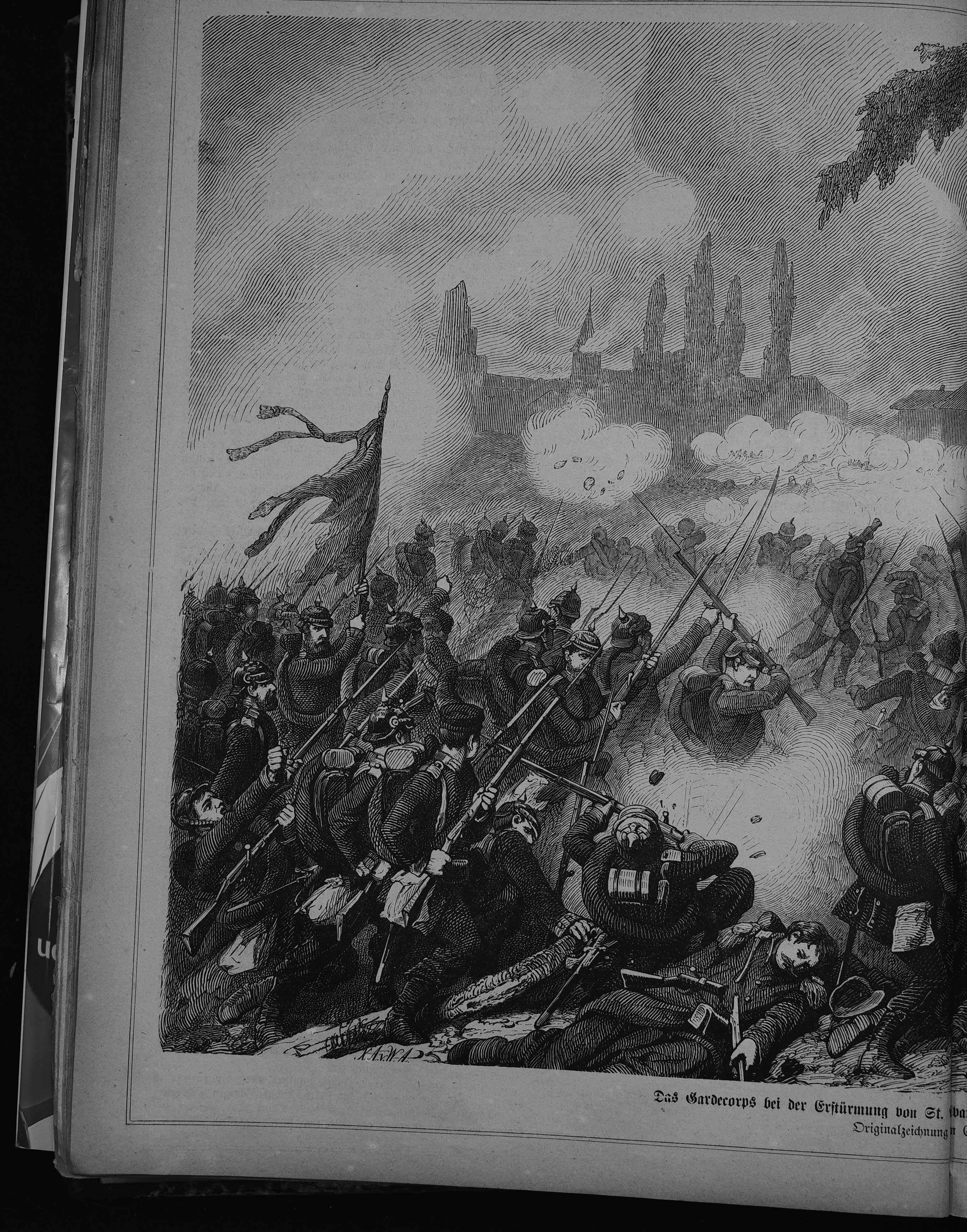
Bataille de Saint-Privat, gravure allemande, Die Gartenlaube, 1871 (1).
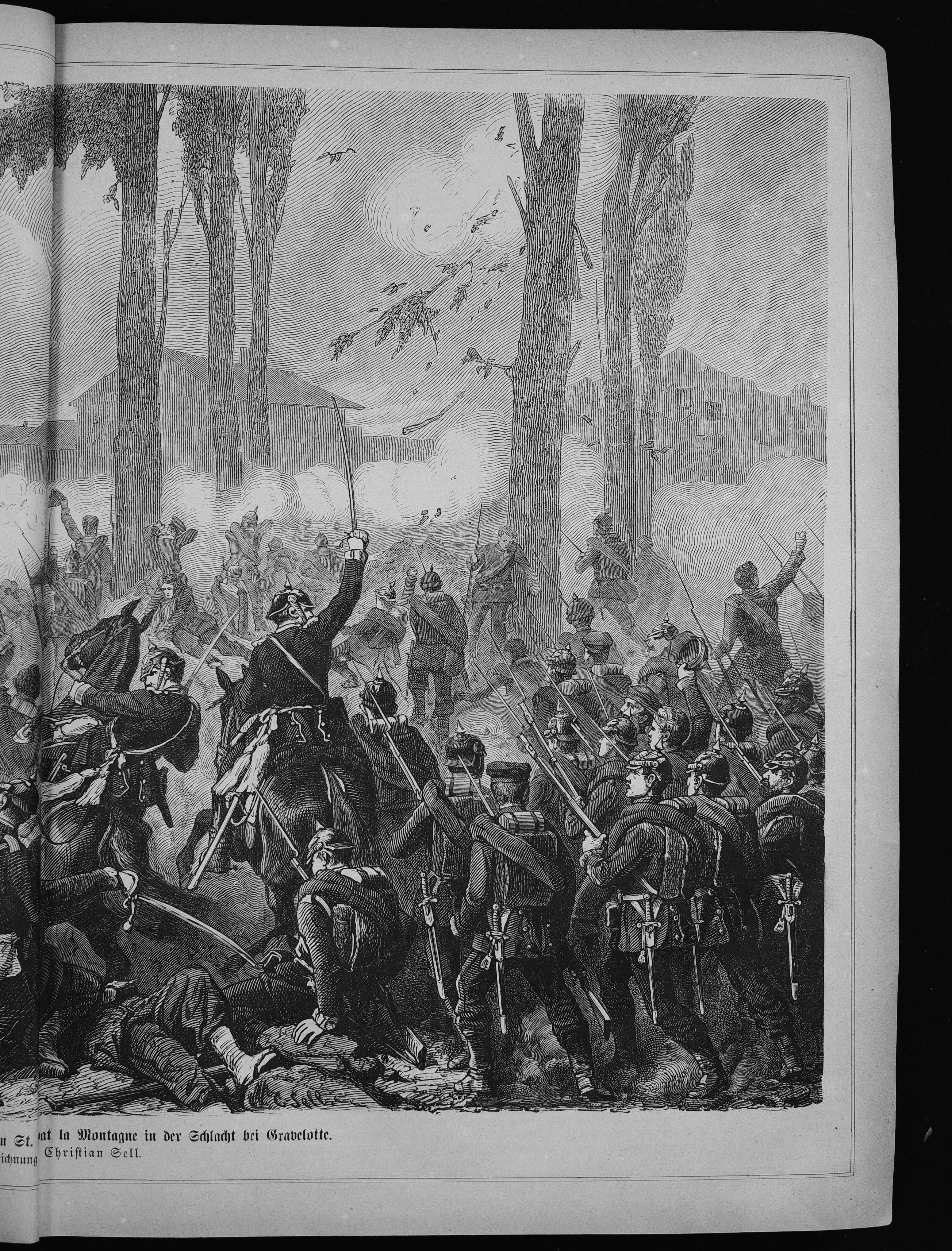
Bataille de Saint-Privat, gravure allemande, Die Gartenlaube, 1871 (2).

## Après la bataille

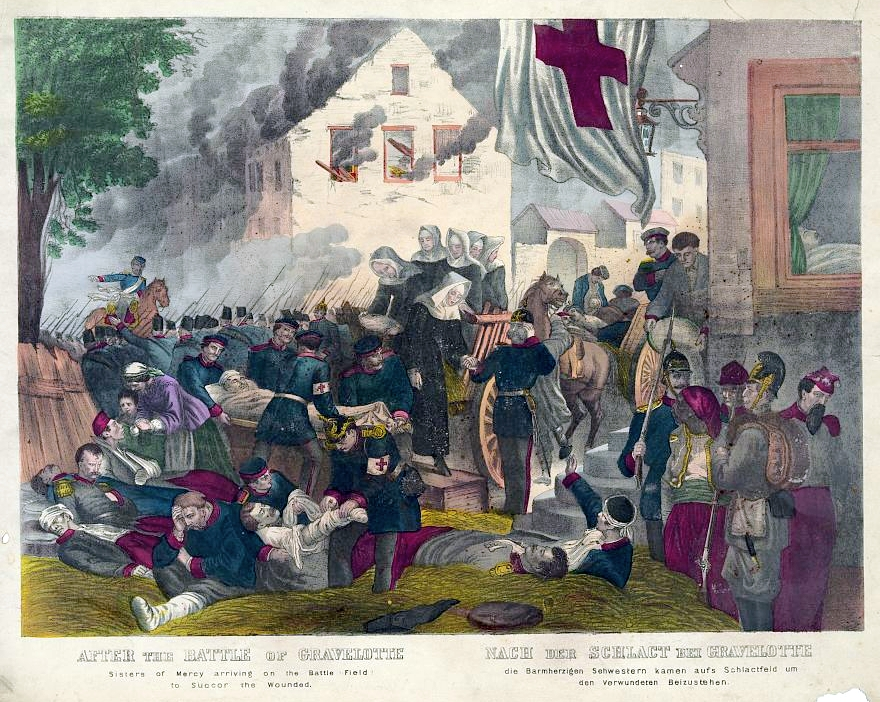
Les sœurs de la Miséricorde secourant les blessés de la bataille de Gravelotte.

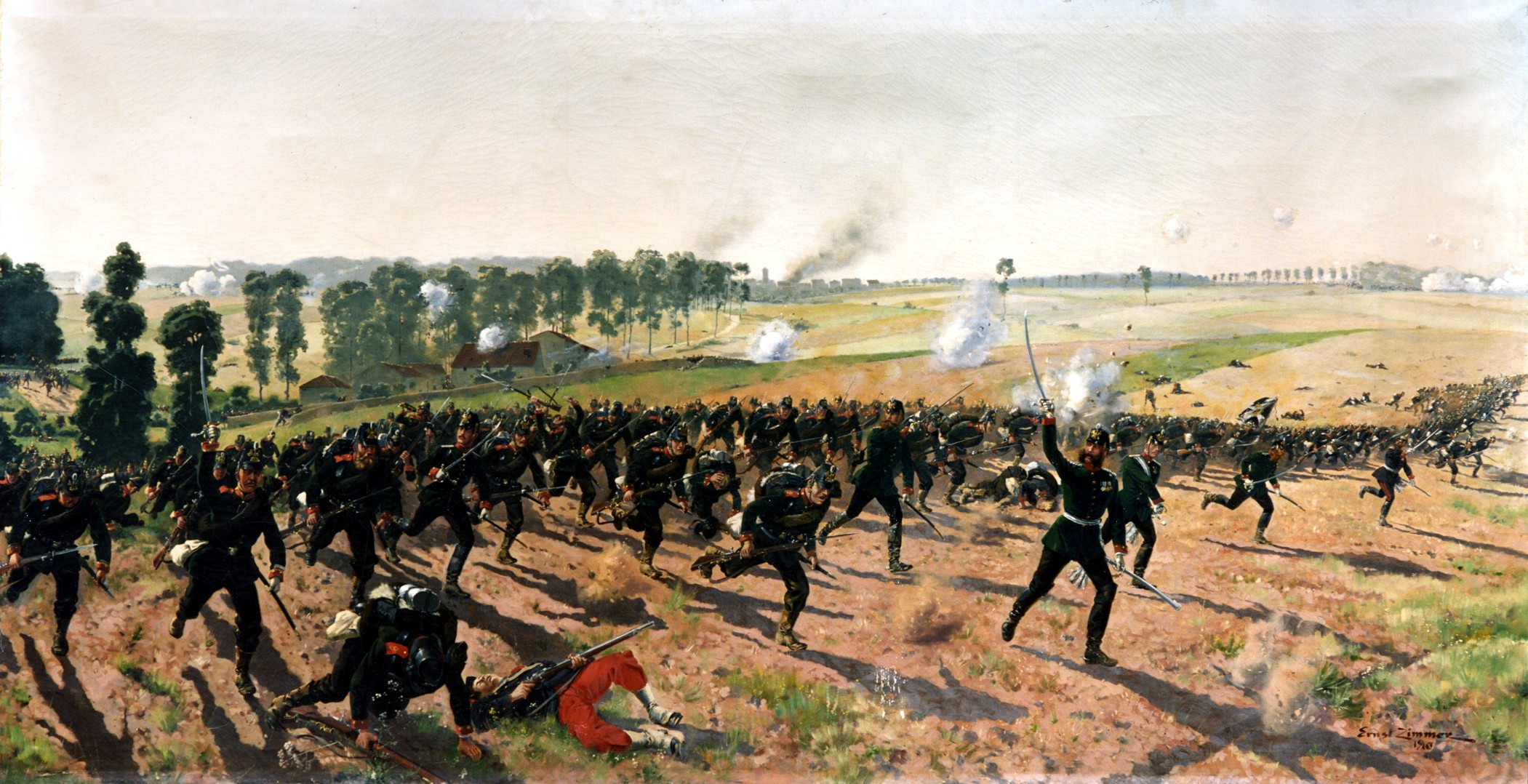
9e bataillon de chasseurs à pied, à Gravelotte, peinture par Ernst Zimmer.

Le traité de Francfort donne à l'Empire allemand récemment proclamé dans la galerie des glaces du château de Versailles, haut lieu de l'histoire de France, l'Alsace, la Lorraine germanophone et Metz, puissante place forte. L'empereur Guillaume Ier, profondément marqué par le souvenir du sacrifice de ses troupes à Saint-Privat nomme « le tombeau de ma garde ». Les champs sont parsemés d'ossuaires, autant de lieu de pèlerinages regroupés dans les années 1980.
Entre-temps, les habitants du village auront encore connu deux guerres franco-allemandes et deux annexions. En 1966 et 1970, des célébrations solennelles en présence de personnalités telles que le prince Ernest-Henri, fils du dernier roi de Saxe Frédéric-Auguste III, rappellent le souvenir de ce moment sanglant et la réconciliation franco-allemande.
En 1881, le peintre Alphonse de Neuville immortalise la bataille par un tableau actuellement au musée d'Orsay.
L'abbé Bauzin, après avoir obtenu un sauf-conduit de l'administration impériale, parcourra l'Europe afin de réunir des fonds pour bâtir une nouvelle église de style néo-gothique, qui sera inaugurée en 1876, et surnommée « la cathédrale du haut-plateau ». Il mourra en 1903. Son corps est inhumé dans l'avant-chœur de l'église, au pied de l'actuel autel.

## Mémoire de la bataille

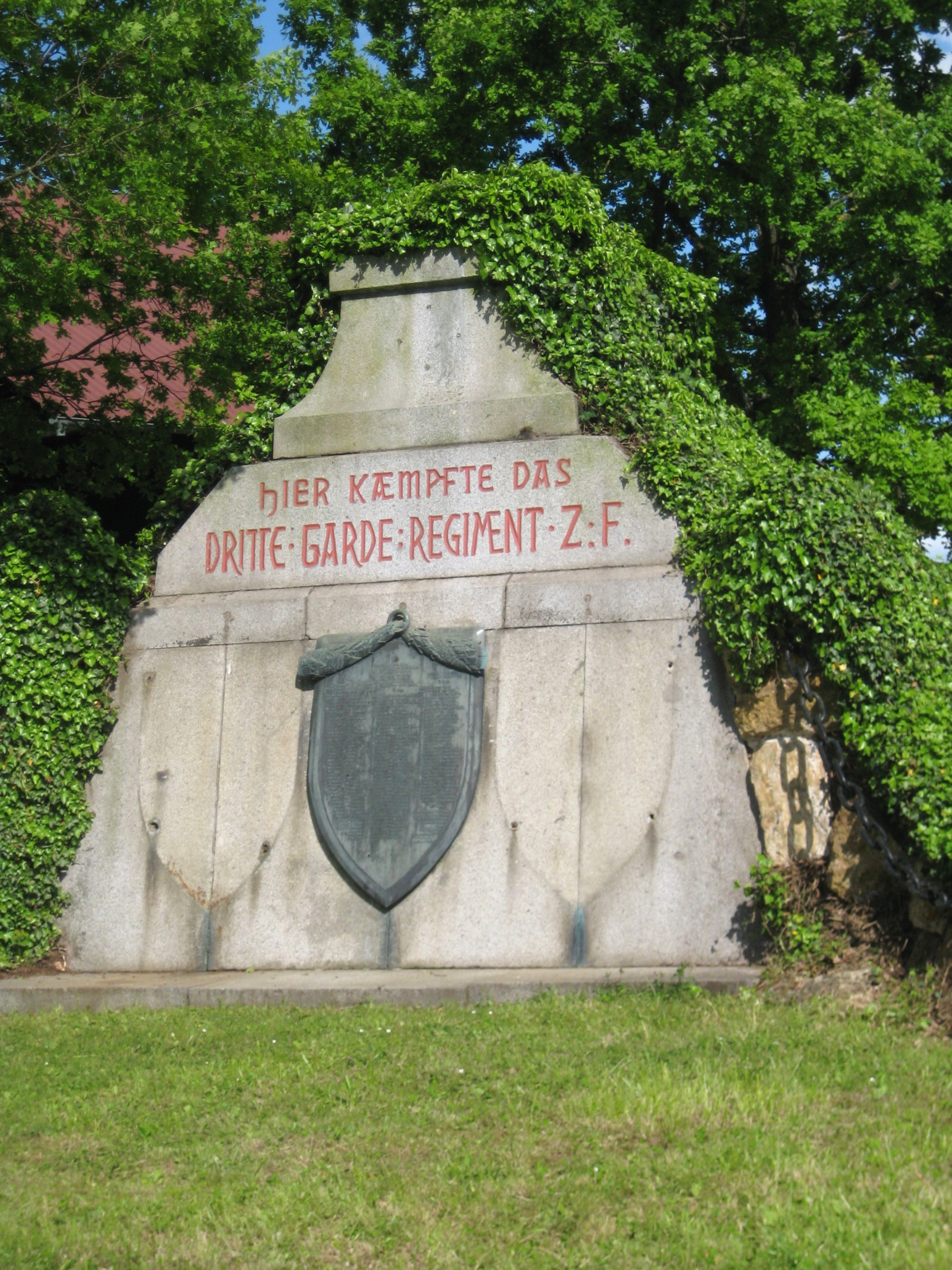
Monument prussien de Saint-Privat

D'une pluie drue, l'on dit encore en France : « Ça tombe comme à Gravelotte », rappelant les tirs très nourris des deux armées pendant la bataille.
La bataille est en effet plus connue des Français sous le nom de Gravelotte que sous celui de Saint-Privat, bien que ce fût à Saint-Privat que cette bataille de trois jours se termina et que la défaite française dans la défense de Metz fut consommée.
La tour de Saint-Privat, construite à la mémoire du corps de la garde royale prussienne qui a combattu le 18 août 1870 à Saint-Privat. Un monument prussien surmonté d'un lion de bronze a été érigé après la guerre (le lion a disparu après 1918).
Quelques odonymes locaux rappellent cette bataille : « rue du 18-Août » à Saint-Privat-la-Montagne et « rue de l'abbé Bauzin » qui longent l'ancien cimetière où se déroulèrent les ultimes corps-à-corps sanglants ainsi que « place Canrobert », placette voisine commémorant le maréchal Canrobert.